# Liste der Stolpersteine in Norderney
Die Liste der Stolpersteine in Norderney führt alle acht Stolpersteine auf, die am 22. Februar 2013 von Gunter Demnig vor vier Gebäuden in der niedersächsischen Stadt Norderney gelegt wurden. Vor dem Verlegen wurde in der Katholischen Kirche St. Ludgerus eine Informationsveranstaltung abgehalten, in der Demnig und Bürgermeister Frank Ulrichs das Projekt vorstellten.
Da auf Norderney zur Zeit des Nationalsozialismus weitere Juden lebten, die ebenfalls deportiert wurden, können in Zukunft weitere Stolpersteine gelegt werden, so dass diese Liste nicht vollständig ist.

## Hinweise zur Liste
- Bild: Bild des Stolpersteins
- Adresse: Nennt die Straße mit der Hausnummer, vor der der Stolperstein verlegt wurde und nennt die Koordinate des Stolpersteins mit der Option, die Position auf einer Karte anzeigen zu lassen
- Datum: Nennt das Datum, an dem der Stolperstein verlegt wurde
- Person, Inschrift: Nennt den Namen, das Geburtsdatum oder das Geburtsjahr des Verfolgten sowie Daten zu Deportation und (wenn bekannt) zum Tod

Hinweis: Die Liste ist teilweise sortierbar; die Grundsortierung erfolgt alphabetisch nach der Adresse. Die Spalte Person, Inschrift wird nach dem Namen der Person alphabetisch sortiert. Durch Anklicken eines Spaltenkopfes wird die Liste nach dieser Spalte sortiert, zweimaliges Anklicken kehrt die Sortierung um. Durch das Anklicken zweier Spalten hintereinander lässt sich jede gewünschte Kombination erzielen. Zusammengefasste Adressen zeigen an, dass mehrere Stolpersteine an einem Ort verlegt wurden.

## Liste der Stolpersteine in Norderney
| Bild | Person, Inschrift                                                                                             | Adresse                 | Datum         |
| --- | --- | ----------------------- | ------------- |
| | Hier wohnte Friedrich Hoffmann Jg. 1889 Deportiert 1941 Łodz/Litzmannstadt Ermordet 4.5.1942 Chelmno/Kulmhof  | Bismarckstraße 4 (Lage) | 22. Feb. 2013 |
| Hier wohnte Henry Hoffmann Jg. 1924 Verhaftet 1941 Zwangsarbeiterlager Steckelsdorf Schicksal unbekannt              | | Bismarckstraße 4 (Lage) | 22. Feb. 2013 |
| Hier wohnte Rebecka Hoffmann Geb. Wallheimer Jg. 1893 Deportiert 1941 Łodz/Litzmannstadt Ermordet in Chelmno/Kulmhof | | Bismarckstraße 4 (Lage) | 22. Feb. 2013 |
| | Hier wohnte Karl Ekiba Müller Jg. 1872 Deportiert 1942 Schicksal unbekannt                                    | Bismarckstraße 8 (Lage) | 22. Feb. 2013 |
| Hier wohnte Julie Müller Geb. Klein Jg. 1876 Deportiert 1943 Theresienstadt 1944 Auschwitz Ermordet                  | | Bismarckstraße 8 (Lage) | 22. Feb. 2013 |
| | Hier wohnte Engeline Rosenstamm Jg. 1863 Deportiert 1941 Theresienstadt Ermordet in Minsk                     | Bismarckstraße 8 (Lage) | 22. Feb. 2013 |
| | Hier wohnte Christine Lemmersmann Geb. Fröhlich Jg. 1863 Deportiert 1941 Łodz/Litzmannstadt Ermordet 8.2.1942 | Karlstraße 6 (Lage)     | 22. Feb. 2013 |
| | Hier wohnte Rosette Klompus Geb. Jakoby Jg. 1863 Deportiert 1942 Theresienstadt Ermordet 22.8.1942            | Strandstraße 10 (Lage)  | 22. Feb. 2013 |